# Friedrich Wilhelm I. (Mecklenburg)

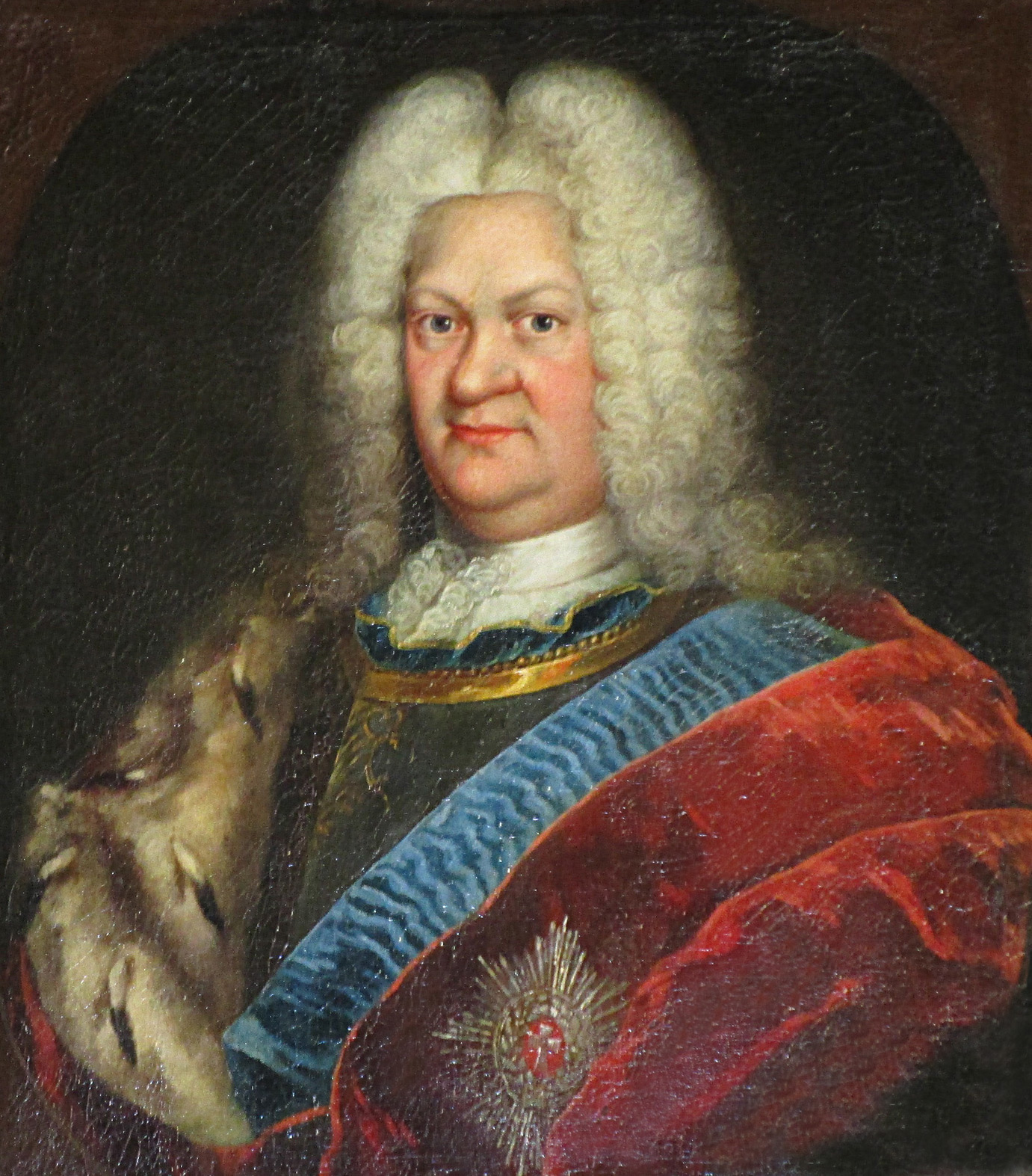
Bildnis des Herzogs Friedrich Wilhelm von Mecklenburg-Schwerin, Ausschnitt eines Gemäldes eines unbekannten Malers in der Kirche St. Nikolai Schwerin.

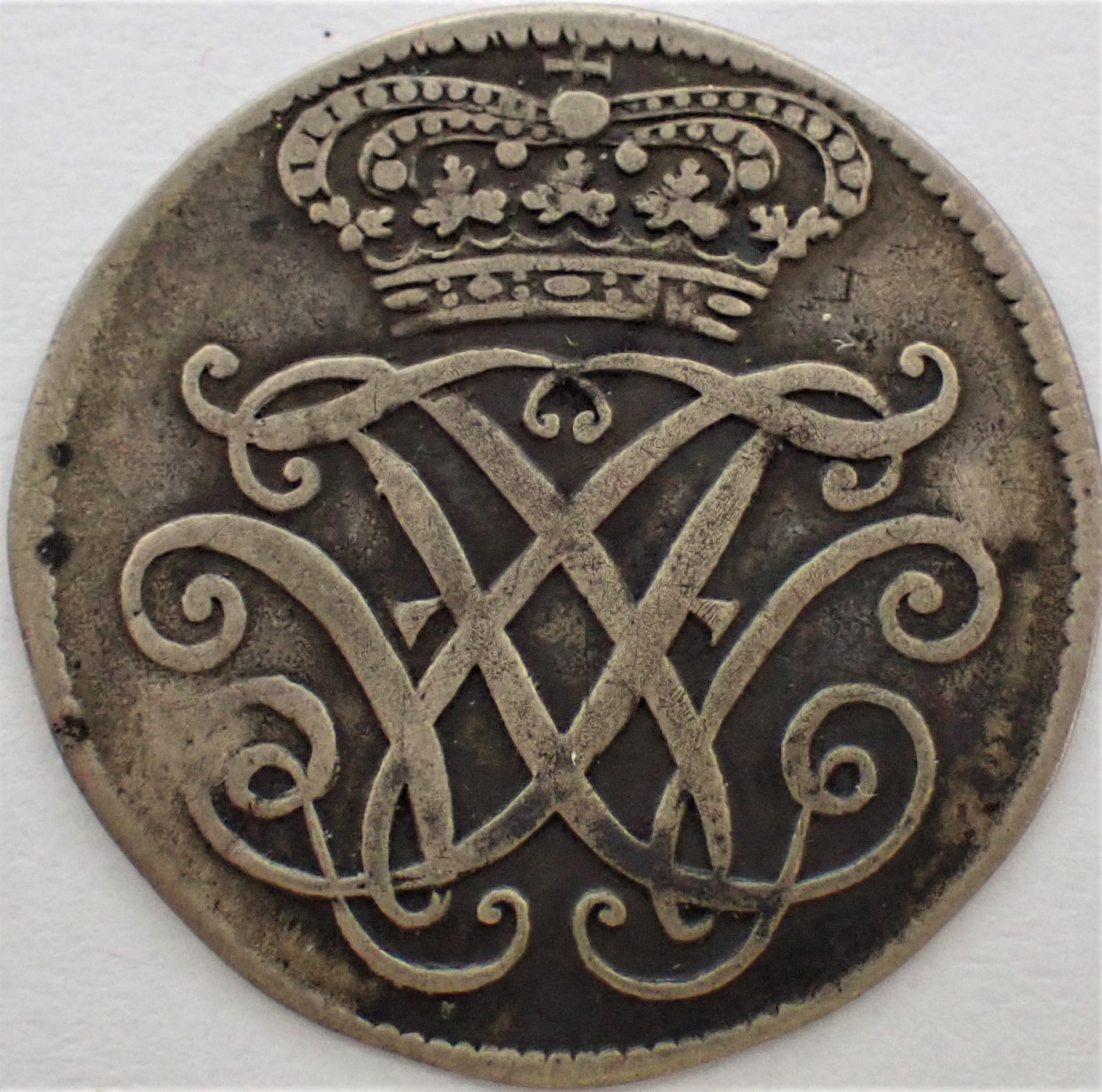
2 Schillingemünze von 1704 mit Monogramm Friedrich Wilhelms

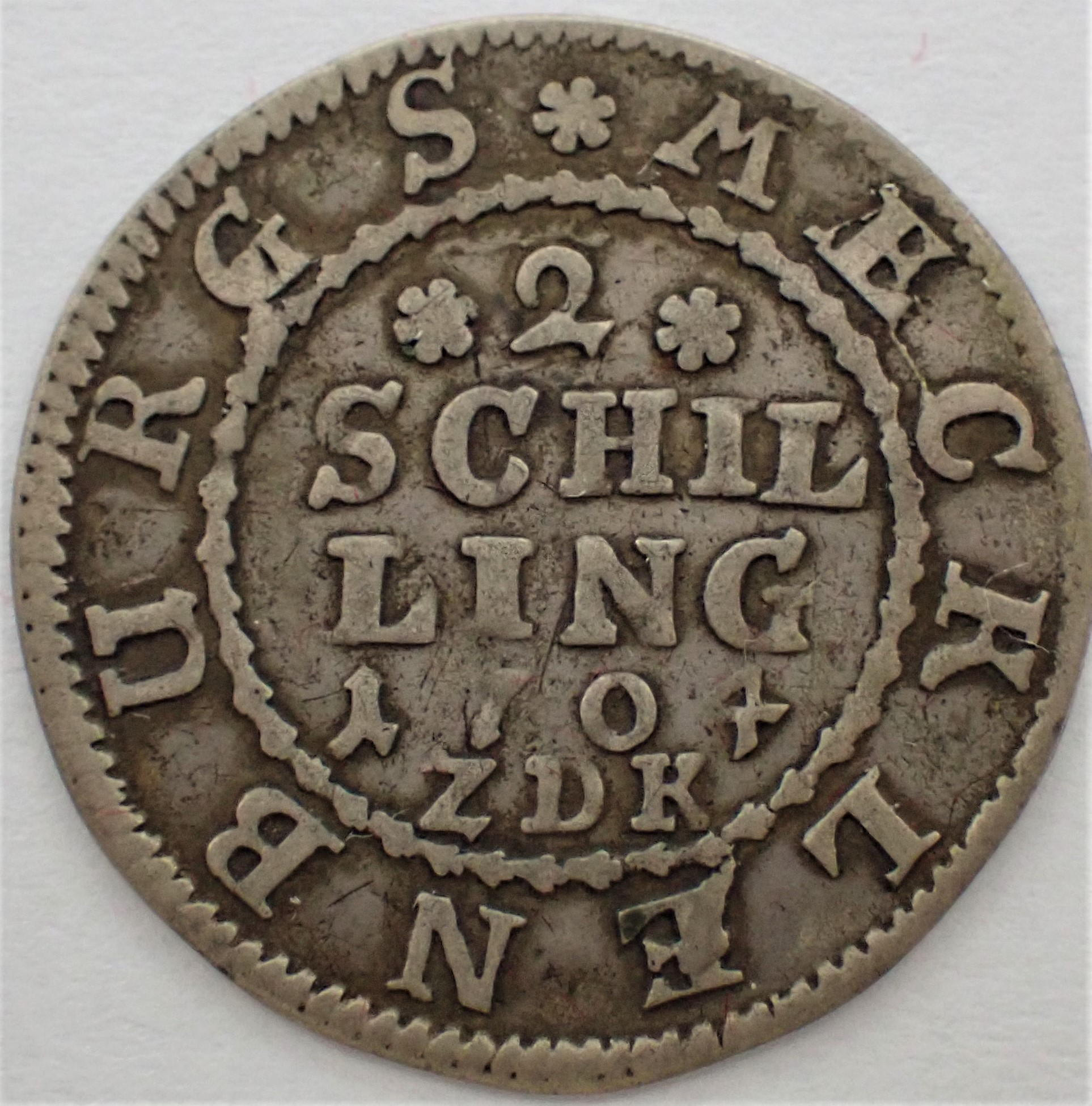
2 Schillingemünze von 1704; Wertseite

Friedrich Wilhelm (I.), Herzog zu Mecklenburg [-Schwerin] (* 28. März 1675 in Grabow; † 31. Juli 1713 in Mainz) war regierender Herzog zu Mecklenburg im Landesteil Mecklenburg-Schwerin von 1692 bis 1713.

## Leben
Friedrich Wilhelm wurde als ältester Sohn des Prinzen Friedrich (1638–1688) und der Christine Wilhelmine von Hessen-Homburg (1653–1722) geboren und war ein Neffe des kinderlosen Herzogs Christian Ludwig I. Er heiratete in Kassel am 2. Januar 1704 Sophie Charlotte von Hessen-Kassel (* 16. Juli 1678; † 30. Mai 1749 in Bützow), Tochter des Landgrafen Karl von Hessen-Kassel. Die Verbindung blieb kinderlos.
Friedrich Wilhelm starb auf der Rückkehr aus Schlangenbad bei Mainz am 31. Juli 1713. Seine Frau Sofia Charlotte nahm ihren Witwensitz in Bützow, wo sie auch verstarb. Beigesetzt wurde sie neben ihrem Gemahl in der Gruft der von diesem neu erbauten Nikolaikirche in Schwerin.

## Wirken
Friedrich Wilhelm folgte seinem Onkel am 21. Juni 1692 als Regent des Schwerinschen Landesteils. Nach dem Aussterben der Güstrowschen Linie der mecklenburgischen Dynastie lieferte er sich mit seinem Onkel Adolf Friedrich einen heftigen dynastischen Erbfolgestreit, der schnell eskalierte, das Land an den Rand eines Bürgerkriegs brachte und nur durch das Eingreifen ausländischer Mächte beizulegen war. Der Streit endete 1701 durch den Hamburger Vergleich, der Mecklenburg neuerlich in zwei begrenzt autonome Landesteile spaltete, die bis 1918 bestehenden zwei Teilfürstentümer Mecklenburg-Strelitz und Mecklenburg-Schwerin, sowie das Erbfolgerecht des Erstgeborenen für die Dynastie einführte.
Friedrich Wilhelm führte im Jahr 1708 die Consumptions- und Steuerordnung zur Überwindung der Kriegsfolgen sowohl des Dreißigjährigen Krieges als auch schon des Nordischen Krieges ein. Neben der Besteuerung der Ritterschaft und der Geistlichen beinhaltete die Consumptions- und Steuerordnung die Abschaffung der leibeigenschaftlichen Abhängigkeit der Bauern von ihren Grundherren. Die Leibeigenschaft der Bauern sollte in eine Erbpacht umgewandelt, Frondienste sollten durch Geldleistungen ersetzt werden. Dadurch entstand ein scharfer Gegensatz zwischen dem Herzog und den Ständen.

## Nachkommen
Friedrich Wilhelm hatte zahlreiche Mätressen, mit denen er mindestens neun außereheliche Kinder zeugte, darunter:
- Margaretha Dorothea Greler (* 1694 in Doberan; † 1744 in Dömitz)[3]
- Carl Ludwig von Mecklenburg (1694–1752)[4] auf Zibühl, Lübzin und Karcheez (Sohn mit Sophie Magdalene von Plüskow, † 1703)[5]; ⚭ 1724 Sophia Charlotte von Bergholtz (1705–1742)
- Friedrich Wilhelm von Mecklenburg; ⚭ 1724 Magdalena Louisa von Moltzahn (1695–1732)
- Friedrich Wilhelm Streit (* 1700)[3]
- Friederica Wilhelmina von Mecklenburg[6] (* 1702 in Bahlen bei Boizenburg; † 1748 in Schwerin); ⚭ 1719[7] Hermann Christian von Wolffradt († 1723 in Dömitz)[8]
- Friederica Louisa von Mecklenburg (* 1703); ⚭ 1724 Erasmus Heinrich Schneider von Weissmantel[3]
- Friedrich Wilhelm (* 1703)[3]
- Carl Christian von Mecklenburg[3]

Margaretha Dorothea und Friederica Wilhelmina waren später Mätressen des Herzogs Karl Leopold.